# Краснокутське газоконденсатне родовище
Краснокутське газоконденсатне родовище — належить до Рябухинсько-Північно-Голубівського газоносного району Східного нафтогазоносного регіону України.

## Опис
Розташоване в Харківській області на відстані 20 км від м. Краснокутськ.
Знаходиться в південно-східній частині півн. прибортової зони Дніпровсько-Донецької западини.
Підняття виявлене в 1965 р.
Структура являє собою брахіантикліналь субширотного простягання розмірами по ізогіпсі — 5300 м 7,0х3,5 м, амплітуда до 200 м. У 1976 р. з нижньосерпуховських відкладів з глибини 5197 м отримано відкритий фонтан газу дебітом близько 1,5-2,0 млн. м³/добу.
Поклади пов'язані з склепінчастими, тектонічно екранованими та літологічно обмеженими пастками.
Експлуатується з 1990 р. Режим покладів газовий. Запаси початкові видобувні категорій А+В+С1: газу — 1350 млн. м³; конденсату — 58 тис. т.